# Festung Boden

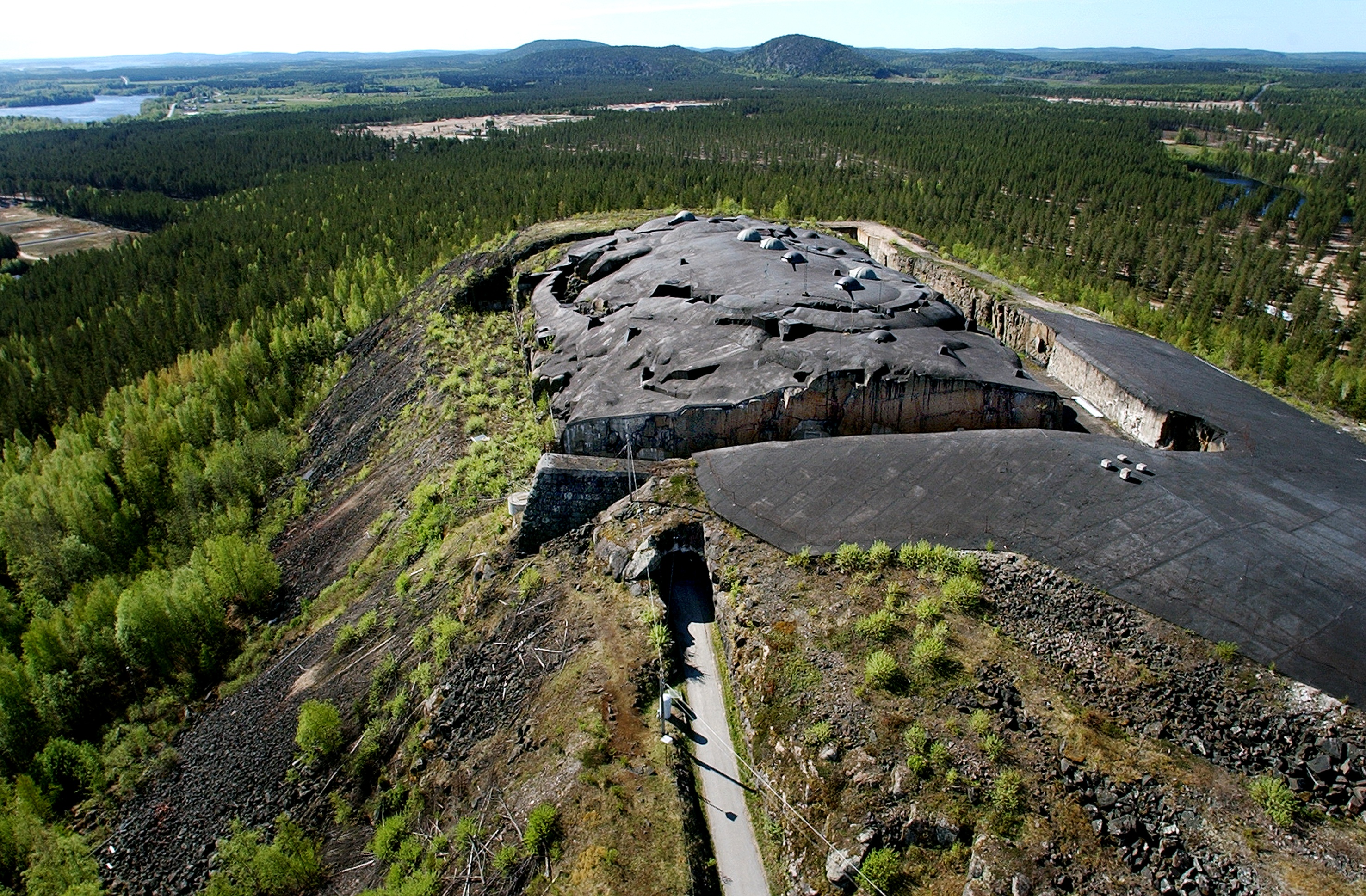
Fort Rödberget, ein Teil der Festung Boden

Die Festung Boden, schwedisch Bodens fästning, liegt in der Gemeinde Boden in der schwedischen Provinz Norrbottens län.
Bis gegen Ende des 19. Jahrhunderts war Norrland von geringer militärischer Bedeutung. Das unwegsame Gelände und die ungünstigen klimatischen Bedingungen ließen eine Invasion von Norden her unrealistisch erscheinen. Durch die reichen Erzfunde in Lappland und durch die verkehrstechnischen Erschließung des Nordens, vor allem durch Eisenbahnen, änderte sich die Lage.
In den 1890er Jahren schlug der schwedische Generalstab vor, eine Festung zur Verteidigung Norrlands zu bauen. Der norrländische Eisenbahnknotenpunkt Boden erschien aufgrund der geographischen Lage als geeigneter Ort: Etwa 150 Kilometer von der russischen Grenze und 30 Kilometer von der Küste entfernt konnte im Hügelland um Boden der Übergang über den Luleälven gesperrt werden.
1901 wurde mit dem Bau der Festung begonnen. In einem 25 Kilometer langen Kreis rund um Boden wurden fünf Forts, Batteriestellungen und Schanzwerke errichtet. Schon nach einigen Jahren zeigte sich, dass die veranschlagten Kosten um ein Mehrfaches überschritten wurden und dass man zu wenige Kräfte zur Bemannung der Festung hatte.
Die weitere kriegstechnische Entwicklung (Entstehung der Luft- und Panzerwaffe) führte dazu, dass Bodens Festung rasch an strategischer Bedeutung verlor. Nach dem Zweiten Weltkrieg wurden Teile der Festung nach und nach stillgelegt. Die Batteriestellung Svedjeberget wurde 1989 zu einem Museum umgewandelt und das letzte der fünf großen Forts 1998 aufgegeben.
Der Ort Boden hingegen entwickelte sich zu einem wichtigen militärischen Ausbildungszentrum mit einer Reihe von Verbänden, Stäben und Schulen.